# Тибетская экспедиция нацистской Германии
Тибе́тская экспеди́ция наци́стской Герма́нии — немецкая научно-исследовательская экспедиция в Тибет под эгидой организации Аненербе, предпринятая в мае 1938 — августе 1939 года под руководством учёного Эрнста Шефера. 

## Подготовка экспедиции
Первоначально планировалось, что экспедиция будет работать в рамках «теории вечного льда» Ганса Хёрбигера, чтобы найти ей подтверждение. На этом настаивал лично рейхсфюрер СС Генрих Гиммлер, известный своей приверженностью восточному мистицизму и оккультным наукам. Однако Шефера интересовали прежде всего научные цели, из-за чего он подвергся критике Вольфрама Зиверса, который заявил, что Аненербе не будет спонсировать экспедицию. Гиммлер допускал отправку Шефера в Тибет при условии, что все сотрудники экспедиции будут членами СС, на что Шеферу пришлось согласиться. 
Изначальное название «Экспедиция Шефера 1938/39» было заменено на «Германскую Тибетскую экспедицию Эрнста Шефера», под негласным патронажем рейхсфюрера СС. 
Стоимость снаряжения экспедиции составила 65 000 рейхсмарок, столько же понадобилось на саму экспедицию.
По словам немецкого исследователя Изрун Энгельгардт, 80 % суммы на реализацию проекта Шефер получил не от Аненербе, а от представителей бизнеса и Германского исследовательского общества. 
Состав экспедиции был следующим:
- Эрнст Шефер, руководитель;
- Карл Винерт, геолог;
- Эрнст Краузе, оператор и фотограф;
- Бруно Бегер, антрополог;
- Эдмунд Геер, ответственный за техническую часть.

Шефер планировал попасть в Тибет из Китая по реке Янцзы, однако японское вторжение в Китай в июле 1937 года перечеркнуло эти планы. При помощи Гиммлера и министра иностранных дел Риббентропа экспедиция получила разрешение британских колониальных властей на проход через территорию Индии. 21 апреля 1938 года, отплыв из Генуи, Шефер и его сотрудники добрались через Цейлон до Калькутты, а оттуда до столицы Сиккима Гангтока. Экспедиция оставалась в Сиккиме до конца 1938 года. В декабре 1938 года, после случайной встречи экспедиции и одного из приграничных руководителей Тибета, тибетские власти пропустили экспедицию в Тибет, при этом поставив условие, что в ходе своей работы сотрудники экспедиции не убьют ни одного животного в соответствии с местными религиозными традициями.

## Деятельность экспедиции

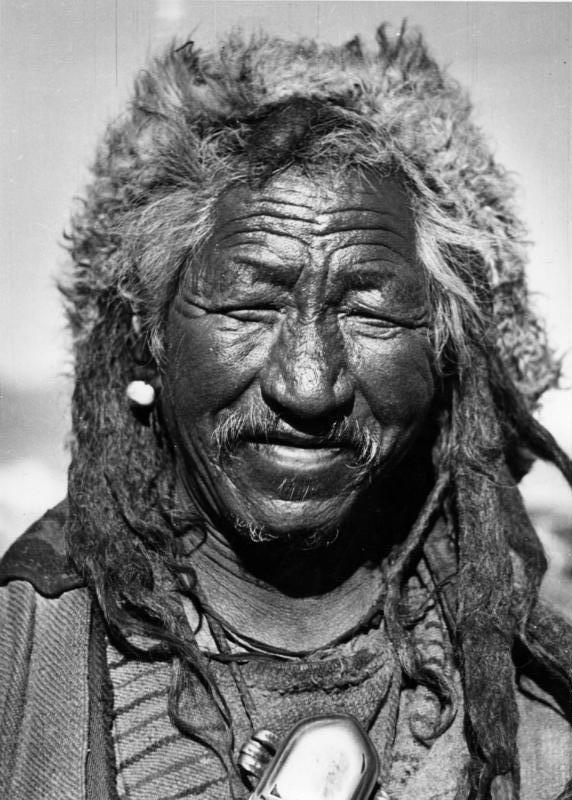
Тибетец

Официально деятельность экспедиции включала в себя изучение климата, географии и культуры Тибета. Вместе с тем сотрудниками Шефера осуществлялись исследования в области расологии, в частности краниологические и антропометрические измерения среди тибетцев для доказательства их принадлежности к древним арийцам. 
Представители экспедиции посетили священные города Тибета Лхасу и Шигадзе, где получили полное собрание буддийского религиозного свода Ганджур (108 томов), образцы мандал и другие древние тексты. Был установлен радиомост Берлин — Лхаса (действовал до 1943 года). Кроме того, между экспедицией и тибетскими властями велись переговоры о создании в Лхасе германского представительства. 
Тибетцы относились к работе экспедиции весьма дружелюбно, что видно на кадрах фильма «Таинственный Тибет», снятого по результатам поездки. 
В январе — марте 1939 года экспедиция находилась в Лхасе, где её членам была разрешена фото- и киносъёмка. 
4 августа 1939 экспедиция через Багдад вернулась в Германию. 
Шефер и его сотрудники были встречены как национальные герои; Гиммлер вручил Шеферу кольцо «Мёртвая голова» и почётный кинжал СС.
В результате деятельности экспедиции были сделаны 22 тыс. фотографий, собраны данные измерений 376 человек, привезены редкие породы кошачьих и псовых, шкуры животных, птичье оперение, тысячи образцов злаков. В дополнение регент Тибета передал в подарок Гитлеру тибетского мастифа, золотую монету и мантию, которая принадлежала Далай-Ламе.

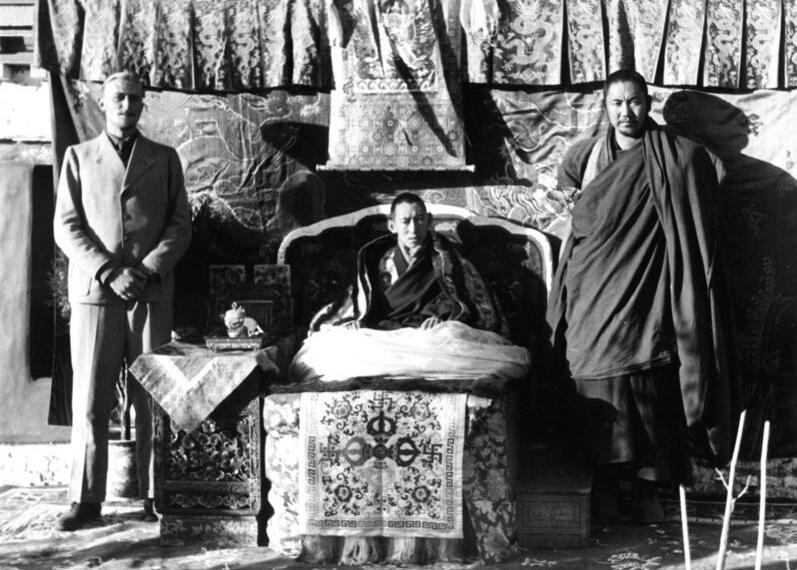
Бруно Бегер с регентом Тибета

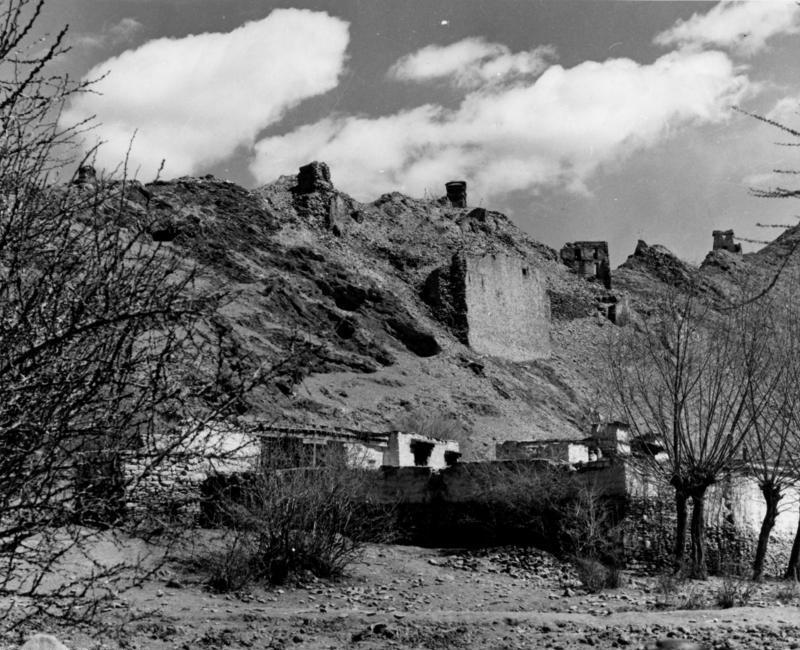
Ялунг Подранг, руины дворца

## Другие экспедиции
Позже в Тибете 7 лет прожил член НСДАП, альпинист Генрих Харрер. Его мемуары «Семь лет в Тибете» о жизни в Тибете и дружбе с Далай-ламой были экранизированы в одноимённом фильме (в роли Харрера снялся Брэд Питт).